# Западный дворец киевского детинца

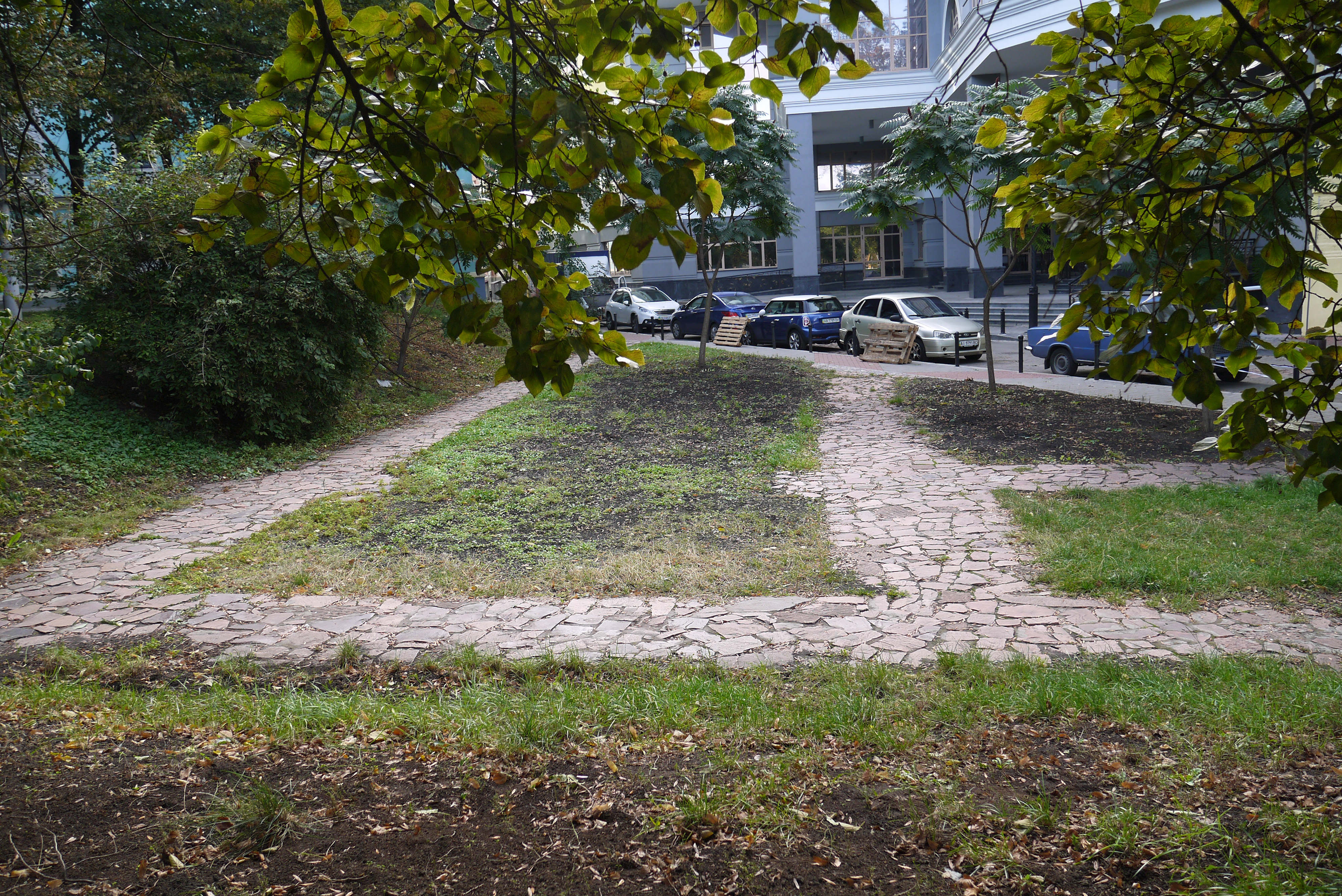
Очертания фундаментов Западного дворца, выложенные на поверхности красным кварцитом

Западный дворец — постройка дворцового типа в городе Владимира (детинце Киева), открытая археологами в начале XX века к юго-западу от Десятинной церкви. Вместе с двумя соседними дворцами (Северо-восточным и Южным) являлся частью уникального на Руси дворцового ансамбля, который был возведён в конце X — начале XI века в правление Владимира Святославича теми же мастерами из Византии, которые строили Десятинную церковь.
До наших дней дошли части фундамента, расположенные в Десятинном переулке. Были обнаружены две продольные стены на расстоянии 9 м друг от друга, длина которых прослеживается на протяжении 35 м, однако концы их не обнаружены. Вскрыты также две поперечные стены, выделявшие внутри здания квадратное помещение. Здание имело каменный фундамент, а стены были сложены из плинфы и камня в технике, полностью совпадающей с техникой кладки Десятинной церкви. Продольная ось Десятинной церкви была почти точно перпендикулярна оси дворца, что подразумевает композиционную связь обоих сооружений, между которыми находилась площадь.
Отдельные авторы предполагали длину Западного дворца до 75 м и исходили из того, что найденное квадратное помещение являлось центральным и симметрично фланкировалось с обеих сторон прямоугольными помещениями. Однако более поздние раскопки выявили асимметричную структуру здания с узкими восточной и западной галереями размерами около 54×24 м.
Западный дворец традиционно отождествляется с главной резиденцией князя. Есть также предположения, что он, как и соседние дворцы, являлся гридницей с парадной, светской функцией, которая включала приём гостей и пир дружины. Определить конкретный архитектурный облик представляется крайне сложным, но если обратиться к миниатюрам Радзивилловской летописи, то можно предположить, что весь дворцовый ансамбль киевского детинца представлял собой длинные здания с башнеобразными конструкциями по краям, с многочисленными арками и окнами, через которые освещался главный парадный зал. Снаружи здания возможно были украшены росписью и позолотой.
Каменное здание было разобрано не позднее конца XI — начала XII века, когда на его месте появилась усадьба из нескольких богатых жилых каркасно-столбовых построек.